# Bygdedräkter i Nyeds härad
Bygdedräkter i Nyeds härad

## Nyeds socken
Förlaga bland annat från material i isolering i gammalt torp i Älvsbacka (mycket lump uppköpt av ett äldre pappersbruk, varpå mycket äldre dräktmaterial inte är bevarat). Svart broderad väska hör till dräkten .
| Plaggtyp   | Beskrivning                | Ursprung |
| ---------- | -------------------------- | -------- |
| Kjol       | Röd- och blårandig         |          |
| Liv        | Rött                       |          |
| Överdel    | Vitt utan broderier        |          |
| Förkläde   | Vitt med smala röda ränder |          |
| Halskläde  | Blått eller blårutigt      |          |
| Huvudbonad | Vit broderad mössa         |          |
| Ytterplagg |                            |          |
| Fotdon     | Vita strumpor Svarta skor  |          |